# Louise Martin
Mary Louise „Mollie” Martin (ur. 3 września 1865 w Newtowngore, zm. 24 października 1941 w Portrush) – irlandzka tenisistka. Trzykrotnie doszła do finału All-Comers’ (turniej pretendentek) podczas Wimbledonu (1898, 1900, 1901). Wszystkie te mecze przegrała. W 1898 roku przegrała w finale All-Comers’, ale broniąca tytułu Blanche Hillyard nie przystąpiła do obrony mistrzostwa i przegrany mecz Louise Martin z Charlotte Cooper został uznany tym ostatecznym – Challenge Round.

## Mecze finałowe turniejów wielkoszlemowych w grze pojedynczej

### Challenge Round
| Rok  | Turniej   | Przeciwniczka    | Wynik    |
| 1898 | Wimbledon | Charlotte Cooper | 4:6, 4:6 |

### All-Comers’ Final
| Rok  | Turniej   | Przeciwniczka           | Wynik         |
| 1900 | Wimbledon | Charlotte Cooper Sterry | 6:8, 7:5, 1:6 |
| 1901 | Wimbledon | Charlotte Sterry        | 3:6, 4:6      |